# Eurotiomicets
Els eurotiomicets (Eurotiomycetes) són una classe de fongs ascomicots del subfílum Pezizomycotina. Hi destaquen el gèneres Penicillium (del qual se n'extreu la penicil·lina) i Aspergillus (amb espècies patògenes pels humans).

## Ecologia i característiques
Els eurotiomicets són un grup ecològicament molt divers. Les espècies viuen com a sapròfits, líquens o paràsits especialment d'animals. Inclou formes amb cossos fructífers, floridures, llevats i formes dimòrfiques, és a dir amb un estat de llevat i un de filamentós. Alguns produeixen cleistotecis on formen les espores.

## Importància econòmica
Membres com Penicillium i Aspergillus són summament útils ja que formen metabòlits secundàries d'interès, com ara antibiòtics (penicil·lina) o àcid cítric, que s'utilitzen per produir aliments o enzims. Aspergillus és un organisme model utilitzat en genètica.

## Taxonomia
La classificació d'aquesta classe és complicada perquè hi ha noms anamorfs i teleomorfs. Per exemple Penicillium és el nom de la forma anamorfa, mentre que la teleomorfa es diu Talaromyces o Eupenicillium.
Segons la darrera actualització de la taxonomia dels fongs (2024), la classe Eurotiomycetes consta de cinc subclasses i 11 ordres:
Subclasse Chaetothyriomycetidae
- Ordre Chaetothyriales
- Ordre Phaeomoniellales
- Ordre Pyrenulales
- Ordre Verrucariales

Subclasse Coryneliomycetidae
- Ordre CorynelialesCoryneliales

Subclasse Eurotiomycetidae
- Ordre Arachnomycetales
- Ordre Eurotiales
- Ordre Onygenales

Subclasse Mycocaliciomycetidae
- Ordre Mycocaliciales

Subclasse Sclerococcomycetidae
- Ordre Sclerococcales

incertae sedis
- Ordre Tuberculiformales